# Высокое (Думиничский район)
Высокое — деревня в Думиничском районе Калужской области России. Расположена на реке Драгожанке. Административный центр сельского поселения «Деревня Высокое».

## История
Вероятно, деревня Высокая (Высокое) существовала ещё до основания в 1651 Дорогошанского Троицкого монастыря, во владении которого она находилась до 1764 г. Входила (и сейчас входит) в приход села Усты.
- 1859 — 70 дворов, 441 житель (209 м.п. и 232 ж.п.)
- 1878 — 86 дворов, 438? жителей, постоялый двор.
- 1897—863 человека.
- 1913—979 жителей, церковь церковно-приходская.

После установления советской власти — центр сельского совета.
Северная часть деревни называлась Ефремовка. В 1940 г. в Высоком было 211 дворов, колхоз «Красный Октябрь» (существовал с 1930 по 1954), сельский совет, в Ефремовке — 45 дворов.
В феврале 1943 г. в битве за д. Высокое погибли несколько тысяч советских воинов (Жиздринская операция).
В 1954 г. к колхозу присоединили соседние хозяйства и на их основе был организован первый в Думиничском районе совхоз "Красный Октябрь. К Высокскому сельсовету присоединили сельсоветы Пыренский, Большевистский (Буда-Монастырская), Ясенокский.
В 1955—1958 рядом с д. Высокое построен поселок Мирный, ставший самостоятельным населенным пунктом.
В 1959 в совхозе «Красный Октябрь» было коров: на 1 января — 410, на 1 августа — 445.
В конце 1980-х в совхозе было 800 коров, более 5 тыс. га сельхозугодий.
Совхоз «Красный Октябрь» в 1993 реорганизован в одноименный СПК, в 1998 — в ОАО «Нива». В 1992 из хозяйства выделилось ТОО «Будское» (Буда-Монастырская), существовавшее до 2000 г.
Весной 2006 образовано ООО «Славянский картофель», выкупившее земли бывшей Высокской бригады совхоза.

## Население
| 2002 | 2010 |
| ---- | ---- |
| 253  | ↘200 |

В 2007 население д. Высокое составляло 227 человек.

## Предприятия и организации
- ООО «Славянский картофель»
- Высокская средняя школа.

## Памятники
В д. Высокое расположено самое большое в Калужской области воинское захоронение — свыше 6 тысяч человек. В основном — погибшие в результате Жиздринской операции февраля-марта 1943 г.
- Мемориальный комплекс
- Памятник
- Одна из улиц